# Jammu e Kashmir (Stato)
Jammu e Kashmir (kashmiri: جۄم تٕہ کٔشِیر ज्वम त॒ कॅशीर; in urdu جموں و کشمیر‎?; in hindī जम्मू और कश्मीर), spesso abbreviato in Kashmir, è stato, dal 1954 al 2019, il più settentrionale degli Stati dell'India, essendo situato perlopiù tra le montagne dell'Himalaya.
Nel 2019 è stato sciolto e diviso in due territori: Jammu e Kashmir e Ladakh.
Confinava con l'Himachal Pradesh a sud, con il Pakistan a ovest e con la Cina a nord e a est.
La lingua ufficiale era l'urdu. Fino al 2019 il Jammu e Kashmir ha goduto di ampie condizioni di autonomia garantite a livello costituzionale, unilateralmente revocate dal potere centrale indiano.

## Geografia antropica

### Suddivisioni amministrative

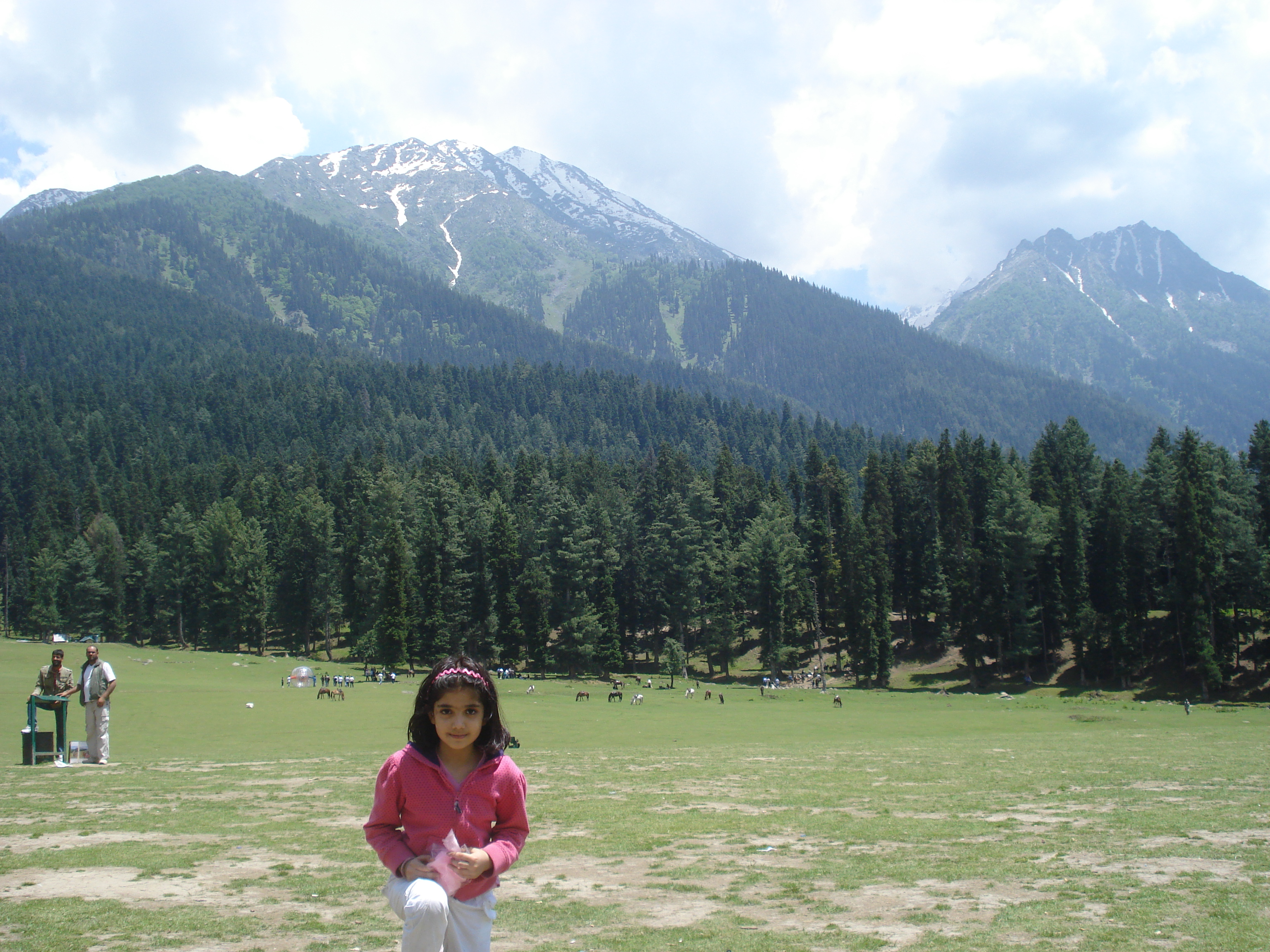
Srinaga-pahalghan-yatra

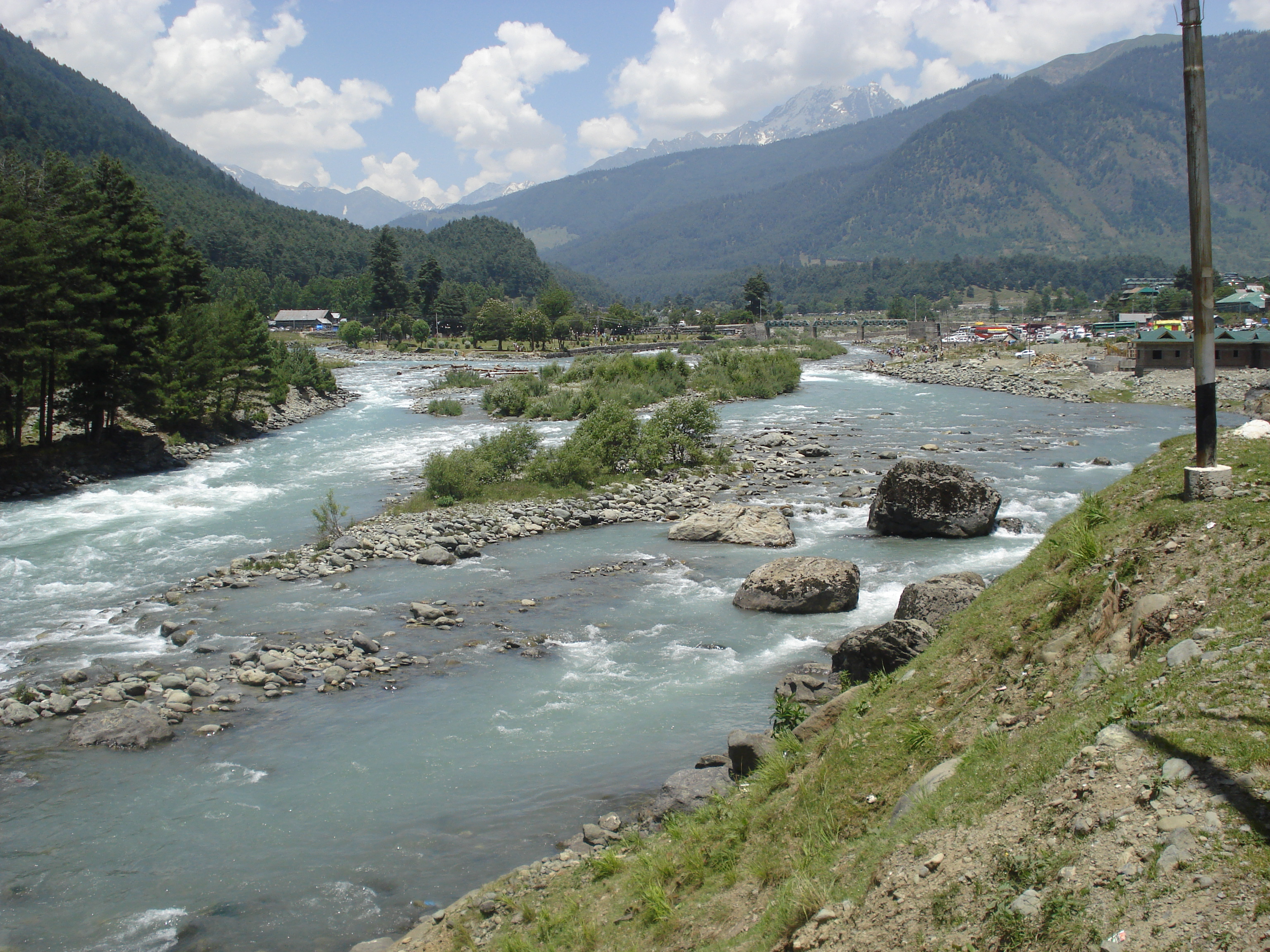
Srinagar- Yatra- Hindu holy cave

Rappresentazione del Kashmir e delle sue suddivisioni amministrative. In azzurro la parte dello Stato di Jammu e Kashmir effettivamente controllata dall'India tra il 1962 e il 2019

Il Jammu e Kashmir si compone di tre divisioni: il Jammu, la Valle del Kashmir e il Ladakh, ulteriormente suddivise in 22 distretti complessivi. Il ghiacciaio Siachen, anche se sotto il controllo dei militari indiani, non si trova sotto l'amministrazione dello Stato del Jammu e Kashmir. Kishtwar, Ramban, Reasi, Samba, Bandipora, Ganderbal, Kulgam e Shopian sono distretti di recente costituzione.
Divisione del Jammu
1. Distretto di Kathua
2. Distretto di Jammu
3. Distretto di Samba
4. Distretto di Udhampur
5. Distretto di Reasi
6. Distretto di Rajouri
7. Distretto di Poonch
8. Distretto di Doda
9. Distretto di Ramban
10. Distretto di Kishtwar

1. Distretto di Anantnag
2. Distretto di Kulgam
3. Distretto di Pulwama
4. Distretto di Shopian
5. Distretto di Budgam
6. Distretto di Srinagar
7. Distretto di Ganderbal
8. Distretto di Bandipore
9. Distretto di Baramulla
10. Distretto di Kupwara

1. Distretto di Kargil
2. Distretto di Leh

## Città principali

La divisione del Kashmir tra India (Jammu and Kashmir in azzurro), Pakistan (verde) e Cina (giallo)

(Fonte: Censimento 2001)
| Città            | Popolazione |
| ---------------- | ----------- |
| Srinagar         | 894.940     |
| Jammu            | 378.431     |
| Anantnag         | 63.437      |
| Baramulla        | 61.941      |
| Udhampur         | 59.236      |
| Sopore           | 53.246      |
| Kathua           | 40.006      |
| Bari Brahmana    | 31.616      |
| Jammu Cantonment | 30.107      |
| Leh              | 27.513      |
| Bandipore        | 25.714      |